# クリスティアン・サーキーズ
クリスティアン・ロナルド・サーキーズ（Kristian Ronald Sarkies、1986年10月25日 - ）は、オーストラリア・メルボルン出身の同国代表サッカー選手。ポジションはMF（オフェンシブハーフ）。

## 経歴
サウス・メルボルンFCでキャリアを始めた後、メルボルン・ビクトリーFC所属時の2006-07シーズンのグランドファイナルで長距離から3点目を決め、アデレード・ユナイテッドFCに6-0で勝利した。優勝メダル授与の際に首相のジョン・ハワードのハゲ頭にキスをしたことが国中の話題になった。

### アデレード.U
2007年3月30日、U-23代表の同僚ブルース・ジテ, ネイサン・バーンズ, ロバート・コーンスウェイトと共にアデレード・ユナイテッドに移籍した。また、加入翌日にキャプテンのロス・アロイージは、後進に道を譲るため新参戦のウェリントン・フェニックスFCへ去っていった。12月28日、アデレード・オーバルにシドニーFCを迎えサーキーズがゴールを決めるも1-3で敗れた試合で、試合中に腕の痛みを訴えた。その結果、12月の終わりに深部静脈血栓症 (DVT)と診断され入院を余儀なくされた。
2008年5月、クラブと2009-10シーズン終了まで契約を延長した。11月22日のシドニーFC戦でサーシャ・オグネノヴスキのゴールをフリーキックでアシストし、自身のAリーグ出場50試合目を2-0の勝利で飾った。アデレードでは前途多難なスタートを切ったが、司令塔のジエゴ・ウォルシュを負傷で欠いた第17節パース・オーバルでのパース・グローリーFC戦で穴を埋める活躍を見せ、移籍後初ゴールにして唯一のゴールを決め1-0の勝利に貢献とチームに影響を与える選手と証明した。さらに、1週間後の2009年1月3日、アデレード・オーバルで2-0と勝利したシドニーFC戦で両方のゴールをアシストした。

### メルボルン.V
アデレード加入1年目の怪我の影響からなかなかレギュラーを掴めずにいたサーキーズは、2010-11シーズンにAリーグに参戦するメルボルン・ハートFCに移籍することを決意。2009年11月24日、クラブと最初に契約を結んだことが確認された。2012年4月6日、退団することが発表された。
その後、ビクトリア州リーグのハイデンベルク・ユナイテッドFCに参加していることが確認された。

## 代表
U-23代表としては、2008年北京オリンピックのサッカー競技・アジア予選1次予選ハインドマーシュ・スタジアムのチャイニーズタイペイ戦で4ゴールを決め11-0で勝利する等し、本大会進出に貢献。本大会のメンバーにも選ばれ、グループステージ2試合に出場した。
2006年6月7日、リヒテンシュタインとの親善試合にフース・ヒディンク監督の下でオーストラリア代表デビューし、3-1で勝利した。同年の2006 FIFAワールドカップのメンバーにはなれなかったもののバックアップに選出された。その後、ヒディンク監督から個人的な招待を受け、グループステージの日本戦が終わるまでチームと共にドイツに滞在していた。

## 所属クラブ
- サウス・メルボルンFC 2003–2004
- メルボルン・ビクトリーFC 2005–2007
- アデレード・ユナイテッドFC 2007–2010
- メルボルン・ハートFC 2010-2012
- ハイデンベルク・ユナイテッドFC 2012-